# Museo etnografico del ferro, delle arti e tradizioni popolari
Il Museo etnografico del ferro, delle arti e tradizioni popolari è situato nel comune di Bienno, in Val Camonica (provincia di Brescia).
Fondato nel 1988, il museo è strutturato in maniera diffusa in più sedi dell'abitato di Bienno, rammentando l'importanza dell'economia del ferro che fin dal XVI secolo ha permesso lo sviluppo e la ricchezza del paese.
Il complesso museale si compone di cinque strutture: la sede principale è ospitata nella fucina-museo (di tipo "cavadora", cioè specializzata nella produzione di manifatture "profonde" come secchi, padelle e mestoli), una ludoteca (ex fucina Comensoli), una scuola di forgiatura (ex fucina Franzoni, presso cui è organizzata la Biennale Internazionale di Forgiatura), uno spazio per mostre temporanee (ex fucina Ercoli) ed un mulino-museo, in cui è possibile vedere un'antica fucina con pavimentazione in terra battuta, accanto ad un enorme maglio in legno azionato da un mulino ad acqua quattrocentesco sul canale artificiale chiamato Vaso Re, che forniva l'acqua a tutte le fucine del paese. 
Qui i Maister, i maestri fabbri così chiamati nel dialetto camuno, praticavano l'arte della ferrarezza al fine di produrre i più svariati utensili: non solo zappe, badili, pentole, secchi, ma, nell'antichità, anche armi. In una sala a fianco è sistemata una raccolta di minerali estratti in zona, anche in antico.